# Poradz (Łobez)
Poradz (deutsch Muhlendorf. früher Mühlendorf) ist ein Dorf in der polnischen Woiwodschaft Westpommern. Es gehört zur Gmina Łobez (Stadt- und Landgemeinde Labes) im  Powiat Łobeski (Labser  Kreis).

## Geographische Lage
Das Dorf liegt in Hinterpommern, etwa 16 Kilometer südöstlich der Stadt Resko (Regenwalde), acht Kilometer nördlich der Stadt Łobez (Labes) und 2 ½ Kilometer südsüdöstlich des Dorfs Bełczna (Neukirchen).

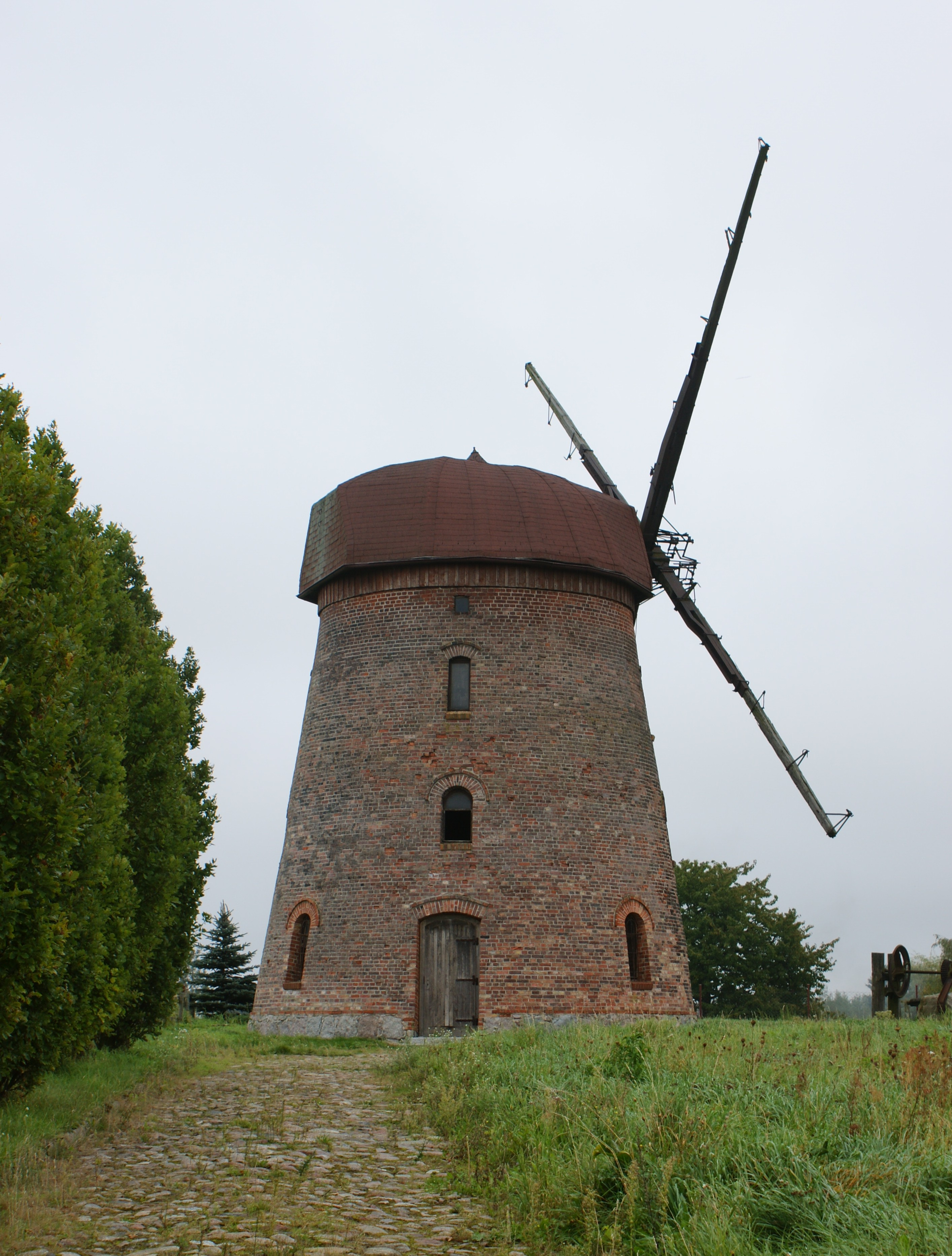
Windmühle (2011)

## Geschichte
Das adlige Gut Muhlendorf war ehemals ein altes pommersches Lehen der in Hinterpommern alteingeborenen Familie Borcke, das um 1782 aus dem ‚großen Gut‘, dem ‚kleinen Gut‘ und insgesamt fünf Anteilen (A, B, C, D und E) bestand. Mühlendorf C, das sich aus drei Bauernstellen zusammensetzte, gehörte dem Regierungsassessor Friedrich Wilhelm von Borck. Die übrigen Anteile hatten zu dieser Zeit andere Besitzer. Die Vasallen-Tabelle von 1804 nennt Johan Carl von Borcke als Besitzer von Muhlendorf B oder dem kleinen Gut. Die Ortschaft hatte im 19. Jahrhundert ein Chausseehaus.
Im Jahr 1860 war der Besitz des Ritterguts Muhlendorf auf A. Dumstrey übergegangen. 1884 gehörte das 307 Hektar große Rittergut Muhlendorf dem Gutsbesitzer Brasch,  der es auch noch um 1896 besaß, als auch eine Ziegelei dazu gehörte.
Am 1. April 1927 hatte das Gut Muhlendorf A eine Fläche von 261 Hektar, und am 16. Juni 1925 hatte dieser Gutsbezirk 118 Einwohner, während das Gut Muhlendorf B zu den gleichen Zeiten 104 Hektar groß war und 31 Einwohner zählte.
Die Gemarkung der Landgemeinde Muhlendorf hatte um 1930 eine Fläche von 7,8 km², und im Gemeindegebiet, in dem Muhlendorf die einzige Wohnstätte war, standen insgesamt 32 bewohnte Wohnhäuser. Besitzer der örtlichen Windmühle war um 1935 Gustav Ponath.
Im Jahr 1945 gehörte die Gemeinde Muhlendorf zum Kreis Regenwalde im Regierungsbezirk Köslin der preußischen Provinz Pommern des Deutschen Reichs. Muhlendorf war dem Amtsbezirk Neukirchen zugeordnet.
Gegen Ende des Zweiten Weltkriegs wurde die Region im Frühjahr 1945 von der Roten Armee besetzt. Nach Beendigung der Kampfhandlungen wurde Muhlendorf zusammen mit ganz Hinterpommern seitens der sowjetischen Besatzungsmacht der Volksrepublik Polen zur Verwaltung überlassen. Danach begann die Zuwanderung von Polen. Das deutsche Dorf Muhlendorf wurde unter der Ortsbezeichnung ‚Poradz‘ verwaltet. In der Folgezeit wurde die einheimische Bevölkerung von der polnischen Administration aus Muhlendorf und dem Kreisgebiet vertrieben.

### Demographie
| Jahr | Einwohner | Anmerkungen |
| ---- | --------- | --- |
| 1782 | –         | Gutsdorf mit zwei Vorwerken und 13 Feuerstellen (Haushaltungen)                                                                     |
| 1818 | 139       | Dorf, adlige Besitzung |
| 1852 | 261       | im Dorf und im<>!-- Was fehlt hier?-->                                                                                              |
| 1864 | 254       | am 3. Dezember, Gemeindebezirk und Gutsbezirk zusammen                                                                              |
| 1867 | 245       | am 3. Dezember, davon 97 im Dorf, 103 im Rittergut Muhlendorf A und 45 im Gut Muhlendorf B                                          |
| 1871 | 246       | am 1. Dezember, davon 96 im Dorf, 106 im Rittergut Muhlendorf A und 44 im Gut Muhlendorf B, sämtlich Evangelische                   |
| 1885 | 242       | am 1. Dezember, davon 83 im Gemeindebezirk, 105 im Gutsbezirk Muhlendorf A und 54 im Gutsbezirk Muhlendorf B, sämtlich Evangelische |
| 1910 | 284       | am 1. Dezember, 98 im Dorf, 127 im Gutsbezirk Muhlendorf A und 59 im Gutsbezirk Muhlendorf B                                        |
| 1925 | 335       | darunter 321 Evangelische und zwölf Katholiken                                                                                      |
| 1933 | 302       | [ 16 ] |
| 1939 | 338       | [ 16 ] |